# مک‌دانل
مک‌دانل (به انگلیسی: McDonnell Aircraft) شرکت تولیدکننده محصولات هوافضایی آمریکایی بود که در سال ۱۹۶۷ با شرکت هواپیماسازی داگلاس ادغام شد، که در پی آن شرکت مک‌دانل داگلاس تشکیل گردید.
شرکت مک‌دانل در تاریخ ۱۶ ژوئن ۱۹۳۹ توسط جیمز اسمیت مک‌دانل، در سنت لوئیس تأسیس شد. از مهم‌ترین طرح‌های اجرا شده توسط مک‌دانل می‌توان به جنگنده اف-۴ فانتوم ۲ و شرکت در پروژه‌های برنامه فضایی عطارد و پروژه جمینای اشاره کرد.